# Libanorhinus succinus
Libanorhinus succinus is een keversoort uit de familie bastaardsnuitkevers (Nemonychidae). De wetenschappelijke naam van de soort werd in 1993 gepubliceerd door Guillermo Kuschel & Poinar.